# Rutki (gemeente)
De gemeente Rutki is een landgemeente in het Poolse woiwodschap Podlachië, in powiat Zambrowski.
De zetel van de gemeente is in Rutki-Kossaki.
Op 30 juni 2004 telde de gemeente 6144 inwoners.

## Oppervlakte gegevens
In 2002 bedroeg de totale oppervlakte van gemeente Rutki 200,2 km², waarvan:
- agrarisch gebied: 75%
- bossen: 17%

De gemeente beslaat 27,31% van de totale oppervlakte van de powiat.

## Demografie
Stand op 30 juni 2004:
| Omschrijving                   | Totaal | Totaal | Vrouwen | Vrouwen | Mannen | Mannen |
| ------------------------------ | ------ | ------ | ------- | ------- | ------ | ------ |
| eenheid                        | aantal | %      | aantal  | %       | aantal | %      |
| inwoners                       | 6144   | 100    | 2989    | 48,6    | 3155   | 51,4   |
| bevolkingsdichtheid (inw./km²) | 30,7   | 30,7   | 14,9    | 14,9    | 15,8   | 15,8   |

In 2002 bedroeg het gemiddelde inkomen per inwoner 1433,53 zł.

## Plaatsen
Czochanie-Góra, Dębniki, Dobrochy, Duchny-Wieluny, Górskie Ponikły-Stok, Grądy-Woniecko, Gronostaje-Puszcza, Jaworki, Jawory-Klepacze, Kalinówka-Basie, Kalinówka-Bystry, Kalinówka-Wielobory, Kałęczyn-Walochy, Kołomyja, Kołomyjka, Konopki Leśne, Kossaki-Falki, Kossaki Nadbielne, Kossaki-Ostatki, Mężenin, Mieczki, Modzele-Górki, Nowe Zalesie, Nowe Zambrzyce, Olszewo-Przyborowo, Ożarki-Olszanka, Ożary Wielkie, Pęsy-Lipno, Pruszki Wielkie, Rutki-Jatki, Rutki-Kossaki, Rutki-Nowiny, Rutki-Tartak Nowy, Stare Zalesie, Stare Zambrzyce, Szlasy-Lipno, Szlasy-Łopienite, Szlasy-Mieszki, Śliwowo-Łopienite, Świątki-Wiercice, Walochy-Mońki, Wybrany, Zambrzyce-Jankowo, Zambrzyce-Kapusty, Zambrzyce-Króle, Zambrzyce-Plewki.

## Aangrenzende gemeenten
Łomża, Kobylin-Borzymy, Kołaki Kościelne, Kulesze Kościelne, Wizna, Zambrów, Zawady